# John de Pageham
John de Pageham († 1157) est un prélat anglais du XIIe siècle devenu évêque de Worcester.

## Biographie
John était au service de Thibaut du Bec, archevêque de Cantorbéry, avant d'être élu pour le siège de Worcester. Il a été ordonné prêtre le 3 mars 1151 et consacré le 4 mars de la même année,.
Il meurt en 1157, probablement en décembre.